# Мышиная проблема

Майкл Пейлин и Грэм Чепмен. Кадр из скетча

Мышиная проблема (англ. The Mouse Problem) — завершающий скетч из второго эпизода «Летающего цирка Монти Пайтона» Sex and Violence.

## Сюжет
Скетч преподнесён в форме документальной телепрограммы «Мир вокруг нас», являющейся своеобразной пародией на британскую программу «Панорама» (начало обеих передач сопровождает фрагмент четвёртой части Симфонии № 1 Сергея Рахманинова). Программа начинается с показа газетных заголовков, гласящих о мышиных скандалах. Следом идут кадры, на которых человека в костюме мыши полицейские ведут в участок. Ведущий (Майкл Пейлин) рассказывает о таком социальном феномене последнего времени, как желание некоторых людей стать мышами. Включения из студии прерываются фрагментами, в которых журналист (Терри Джонс) интервьюирует одного из таких людей (Джон Клиз). Будучи подростком, он напился со сверстниками на вечеринке и стал экспериментировать с сыром, постепенно придя к принятию своей индивидуальности как мыши. Потом в студию приходит психиатр-фокусник (Грэм Чепмен), который объясняет зрителям и ведущему почему некоторых людей привлекает мышиный образ жизни. Ведущий отмечает, что многие великие люди прошлого имели мышиные наклонности (Гай Юлий Цезарь, Наполеон I). Далее следует рубрика глас народа, в которой обычные прохожие высказывают довольно враждебное мнение касательно мышиной проблемы. В конце скетча ведущий резюмирует, что людям стоило бы поближе познакомиться с людьми-мышами, прежде чем осуждать их.

## История
В оригинальной версии скетча, вышедшей в 1969 году, выдавался телефонный номер героя Клиза, который был домашним телефонным номером Дэвида Фроста. После того, как Фрост получил множество телефонных звонков, фрагмент скетча пришлось перезаписать.
Рассматриваемая проблема девиантного поведения некоторой части людей является прозрачным намёком на бурно обсуждаемую в 1960-е годы тему гомосексуализма, а сам скетч копирует стилистику разоблачительных телепрограмм того времени. Эрик Зорн из газеты «Chicago Tribune» отметил сходства с реальным документальным фильмом 1967 года «CBS Reports: The Homosexuals». Между тем, сам Чэпмен, написавший скетч, был геем.
Совсем недавно, получив более буквальное толкование, сюжет скетча стал рассматриваться как предвестник субкультуры Фурри.